# دینگ نینگ
دینگ نینگ (انگلیسی: Ding Ning؛ زادهٔ ۲۰ ژوئن ۱۹۹۰) یک بازیکن تنیس روی میز اهل جمهوری خلق چین است.
وی در مسابقات کشوری و بین‌المللی در مجموع برنده ۶ مدال طلا، ۶ مدال نقره، ۱ مدال برنز شده‌است.
وی در سال ۲۰۱۱ در مسابقات قهرمانی جهان به مقام قهرمانی رسید. در سال ۲۰۱۵ در حالی که لحظات پایانی بازی نهایی در مقابل بازیکن هم وطن خویش لیوشین از ناحیه مچ پا دچار آسیب دیدگی شده بود، دومین عنوان قهرمانی جهان در بخش انفرادی بانوان در شهر سوژو چین به خود اختصاص داد. دینگ نینگ با وجود اینکه با یک اشتباه داوری در فینال المپیک لندن روحیه خود را از دست داده بود و عنوان قهرمانی را از دست داد، توانست انتقام آن بازی را در فینال انفرادی بازیهای المپیک تابستانی ریو ۲۰۱۶ گرفته و به عنوان قهرمانی المپیک بانوان دست یابد.

## سوابق حرفه ای
در بخش انفرادی بانوان

## المپیک
مدال طلا ریو ۲۰۱۶
مدال نقره لندن ۲۰۱۲

## قهرمانی جهان
قهرمانی ۲۰۱۱، ۲۰۱۵
رتبه سوم ۲۰۱۳

## جام جهانی
قهرمانی ۲۰۱۱، ۲۰۱۴

## بازی‌های آزاد (پرو تو)
قهرمانی: کویت (۲۰۰۸) -انگلیس، امارات، اتریش (۲۰۱۱) - اسلوونی، لهستان (۲۰۱۲) - اتریش، قطر، روسیه (۲۰۱۳) - چین (۲۰۱۶) - کره جنوبی (۲۰۱۶)
نایب قهرمانی: آلمان (۲۰۱۰) - قطر، اوپن هارمونی چین (۲۰۱۱) - کره جنوبی (۲۰۱۲) - کویت، چین، لهستان (۲۰۱۵) - کویت، قطر، ژاپن (۲۰۱۶)